# Grammy Award for Best Spoken Word Poetry Album
Der Grammy Award for Best Spoken Word Poetry Album, auf Deutsch „Grammy-Award für die beste poetische Darbietung“, ist ein Musikpreis, der bei den jährlich stattfindenden Grammy Awards verliehen wird. Ausgezeichnet werden Hörbücher aus dem Bereich gesprochener Poesie.

## Hintergrund und Geschichte
Seit 1958 werden die Grammy Awards (eigentlich Grammophone Awards) jährlich in zahlreichen Kategorien von der The Recording Academy, früher National Academy of Recording Arts and Sciences (NARAS), in den Vereinigten Staaten von Amerika vergeben, um künstlerische Leistung, technische Kompetenz und hervorragende Gesamtleistung ohne Rücksicht auf die Album-Verkäufe oder Chart-Position zu ehren.
Der Grammy Award for Best Spoken Word Poetry Album wurde 2022 für die Verleihung der Grammy Awards 2023 eingeführt. Damit wurde der Bereich Poesie aus der bisherigen Kategorie des Grammy Award for Best Spoken Word Album ausgelagert, der seit 1959 unter verschiedenen Namen und Zuschnitten vergeben wurde. Laut den Veranstaltern würdigt diese Kategorie „herausragende Alben mit gesprochener Poesie. In Frage kommen Alben mit gesprochener Poesie mit oder ohne Musikbegleitung sowie Aufnahmen mit Lehrinhalten.“ Parallel zur Einführung der Poetry-Kategorie wurde der Grammy Award for Best Spoken Word Album umbenannt in Grammy Award for Best Audio Book, Narration, and Storytelling Recording. Insgesamt gibt es damit nun zwei Kategorien im Bereich Sprache (Spoken Word) (Stand 2023).
Laut Paul Grein konkurrierten Poesie-Alben bisher in der Kategorie Grammy Award for Best Spoken Word Album zusammen mit anderen Hörspielen und Sprach-Aufnahmen. Über die Jahre wurde die Kategorie von drei bekannten Poeten gewonnen: Maya Angelou gewann den Grammy dreimal (On the Pulse of Morning, 1993; Phenomenal Woman, 1995; A Song Flung Up to Heaven, 2002), Rod McKuen einmal 1968 für Lonesome Cities und Carl Sandburg gewann ihn 1959 für A Lincoln Portrait, die aus Teilen von Reden des Präsidenten bestand.

## Gewinner und nominierte Künstler
| Jahr                 | Künstler / Band     | Nationalität       | Werk                          | Weitere nominierte Künstler | Bilder der Künstler      |
| -------------------- | ------------------- | ------------------ | ----------------------------- | --- | ------------------------ |
| 2023 5. Februar 2023 | J. Ivy              | Vereinigte Staaten | The Poet Who Sat by the Door  | - Ethelbert Miller – Black Men Are Precious - Amanda Gorman – Call Us What We Carry: Poems - Malcolm-Jamal Warner – Hiding in Plain View - Amir Sulaiman – You Will Be Someone’s Ancestor. Act Accordingly.                                                                  |                          |
| 2024 4. Februar 2024 | J. Ivy              | Vereinigte Staaten | The Light Inside              | - Queen Sheba – A-You’re Not Wrong B-They’re Not Either: The Fukc-It Pill Revisited - Prentice Powell und Shawn William – For Your Consideration ’24 – The Album - Kevin Powell – Grocery Shopping with My Mother - Aja Monet – When the Poems Do What They Do               |                          |
| 2025 2. Februar 2025 | Tank and the Bangas | Vereinigte Staaten | The Heart, the Mind, the Soul | - Civil Writes: The South Got Something to Say von Queen Sheba - Concrete & Whiskey Act II Part 1: A Bourbon 30 Series von Omari Hardwick - Good Music Universe Sonic Sinema Episode 1: In the Beginning Was the Word von Malik Yusef - The Seven Number Ones von Mad Skillz | Tank and the Bangas 2022 |

## Belege
1. ↑  Grammy Awards at a Glance. In: Los Angeles Times. Tribune Company, abgerufen am 19. Juli 2010 (englisch).
2. 1 2 3  Paul Grein: 14 Rule Changes for 2023 Grammy Awards (Including 5 New Categories) auf billboard.com, 6. September 2022; abgerufen am 19. November 2022.
3. ↑  The Recording Academy: 65th Grammy Awards – Rules and Guidelines, 2022; abgerufen am 19. November 2022.